# 垂枝相思
垂枝相思是豆科相思树属植物，原产澳大利亚西南部和西部。其种加词意思是下垂的，指其枝条柔然下垂。